# بولکاو (میزوری)
بولکاو (به انگلیسی: Bolckow) یک شهر در ایالات متحده آمریکا است که در شهرستان اندرو، میزوری واقع شده‌است. بولکاو ۰٫۸۵ کیلومتر مربع مساحت و ۱۸۷ نفر جمعیت دارد و ۲۹۰ متر بالاتر از سطح دریا واقع شده‌است.